# マジックアワー (写真)

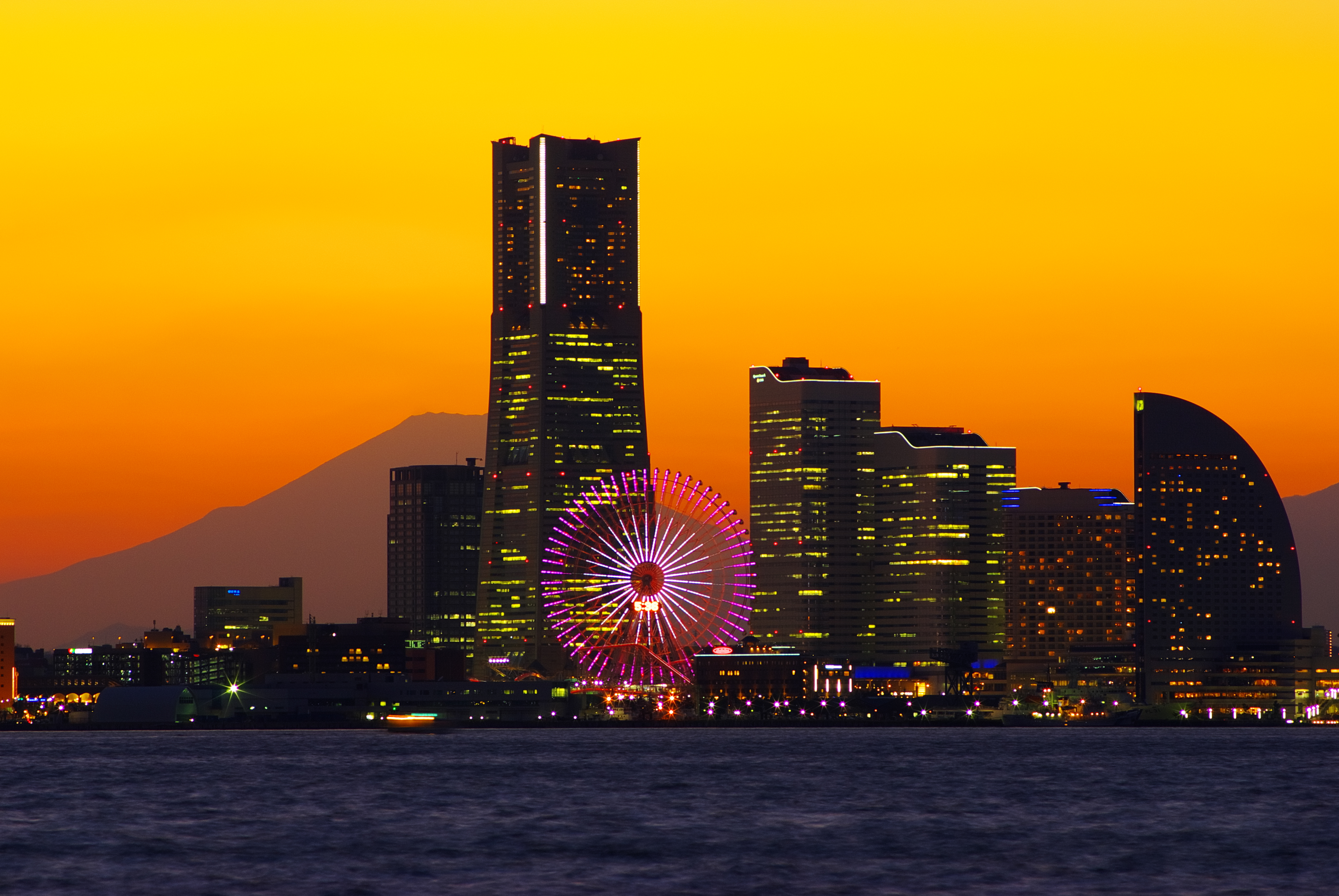
富士山とみなとみらい21

マジックアワー (magic hour) 、マジックタイムは、日没後および日の出前に数十分程体験できる薄明の時間帯を指す撮影用語で、光源となる太陽からの光線が日中より赤く、淡い状態となり、色相がソフトで暖かく、金色に輝いて見える状態である。
水平線に対して、太陽が0度から6度までの角度に位置する時間帯である。さらに、地平線に対して0度から-4度、つまり日没直後や日の出の直前の時間は空が濃い青色になることからブルーアワー(blue hour、フランス語の l'heure bleueから)と呼ばれている。

## 概説
日没後の薄明かりの時間帯は、まるで魔法（magic マジック）のように芸術的写真が撮れてしまうことからそうよばれる。写真家の間ではよく知られている。オレンジ色ないし金色の空と地上に光る人工的な明かりが組み合わさって幻想的な風景を写し出す。撮影する際は暗めに露出補正を行うとうまく行く。

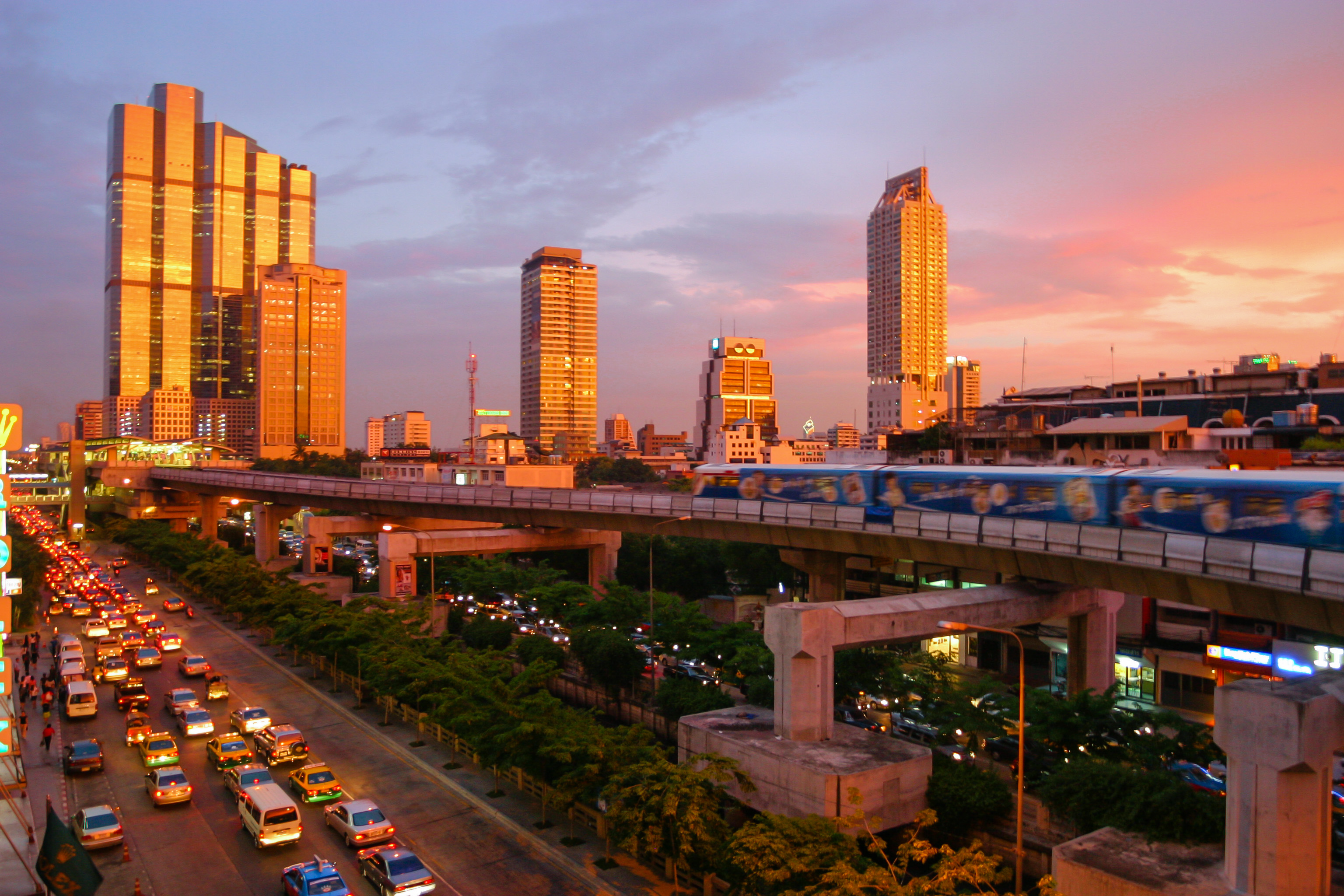
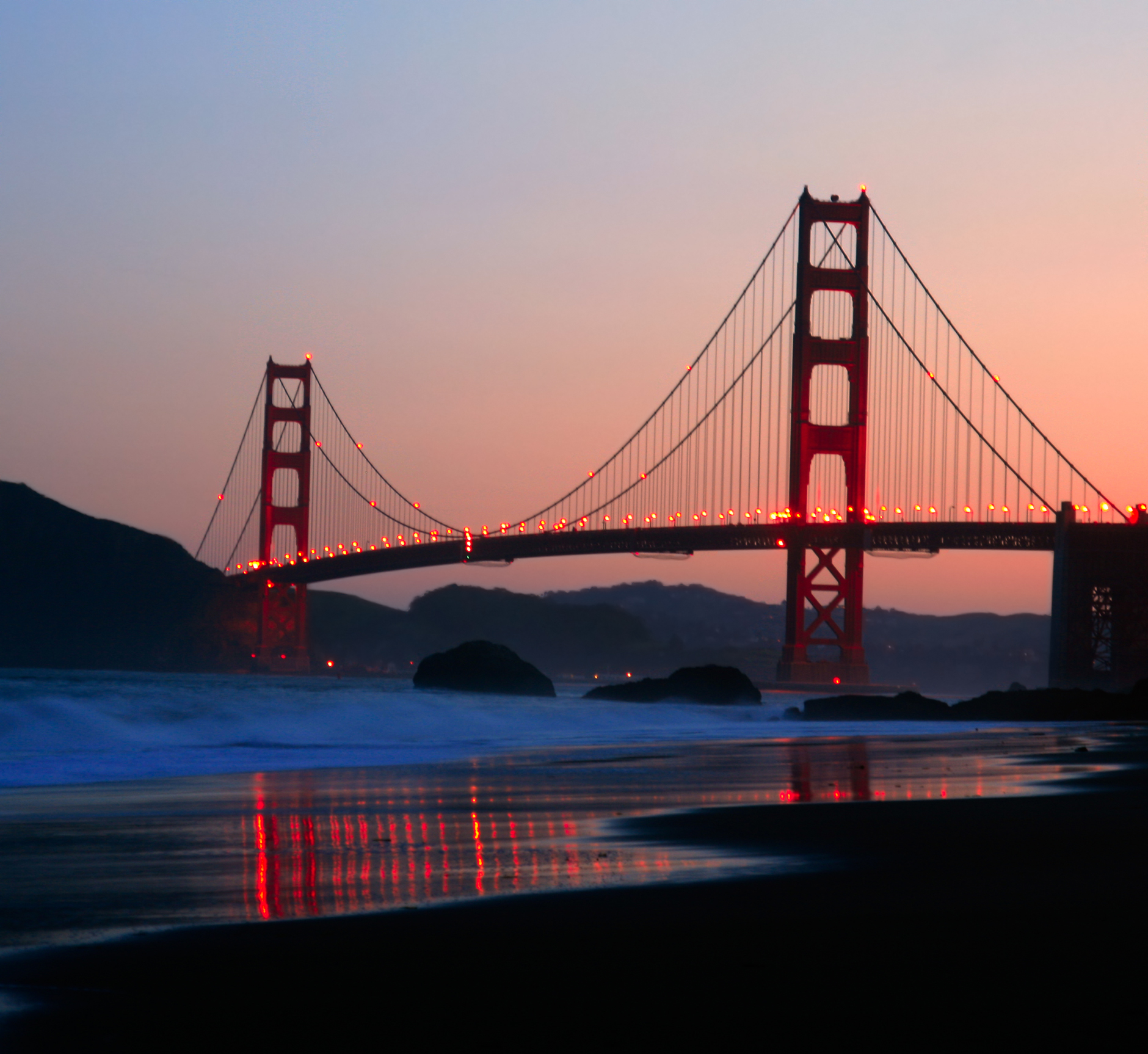
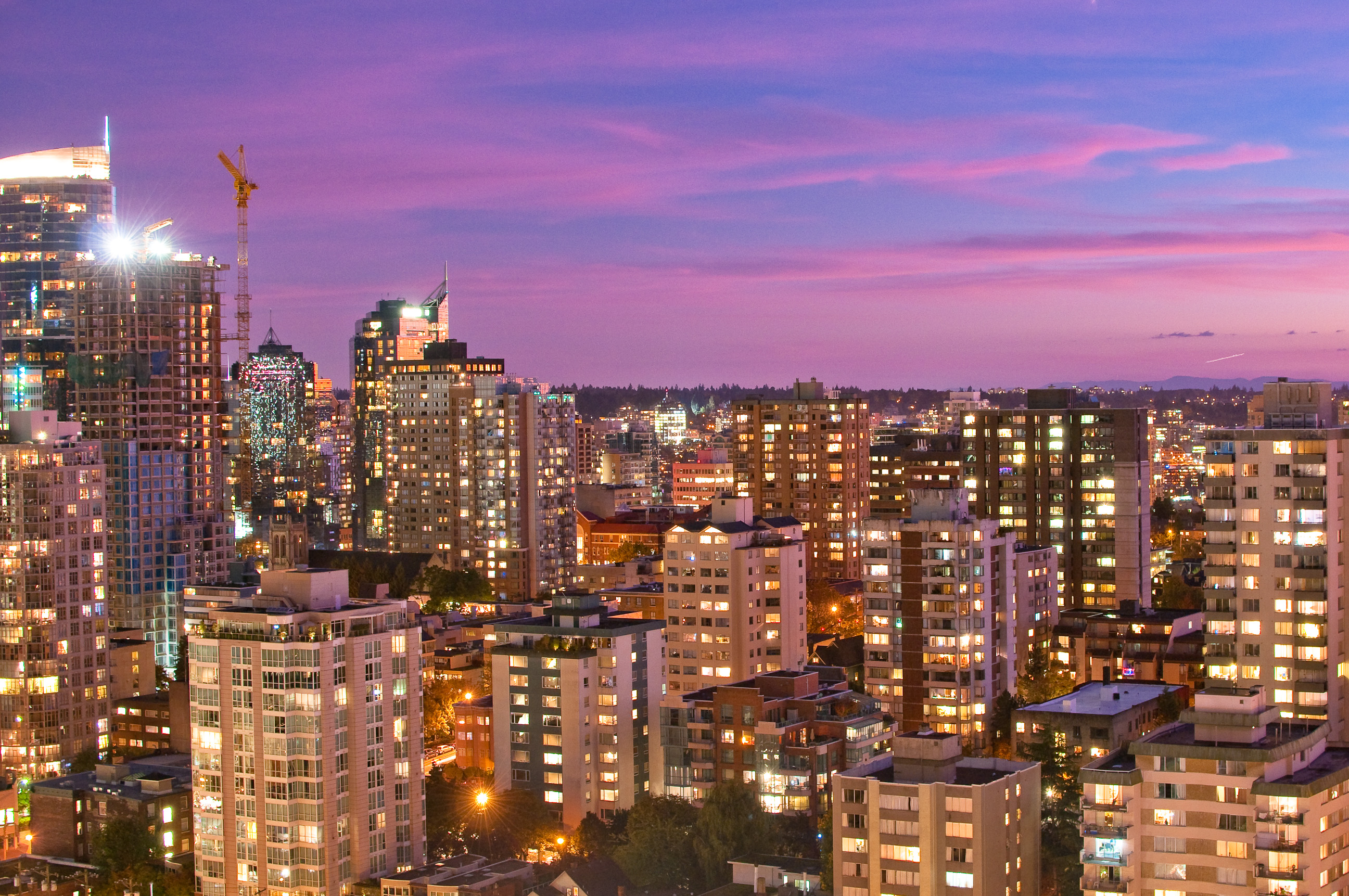
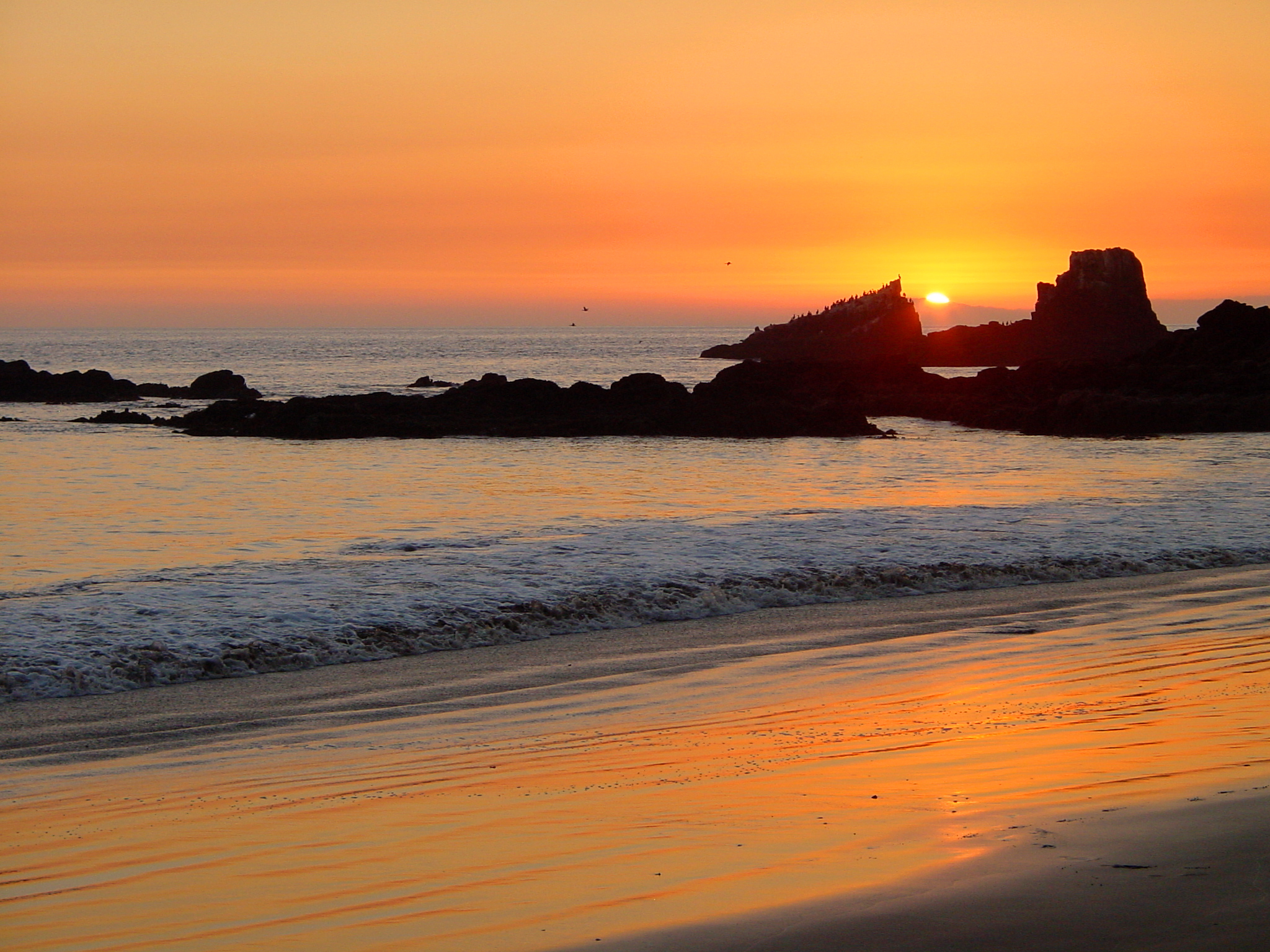
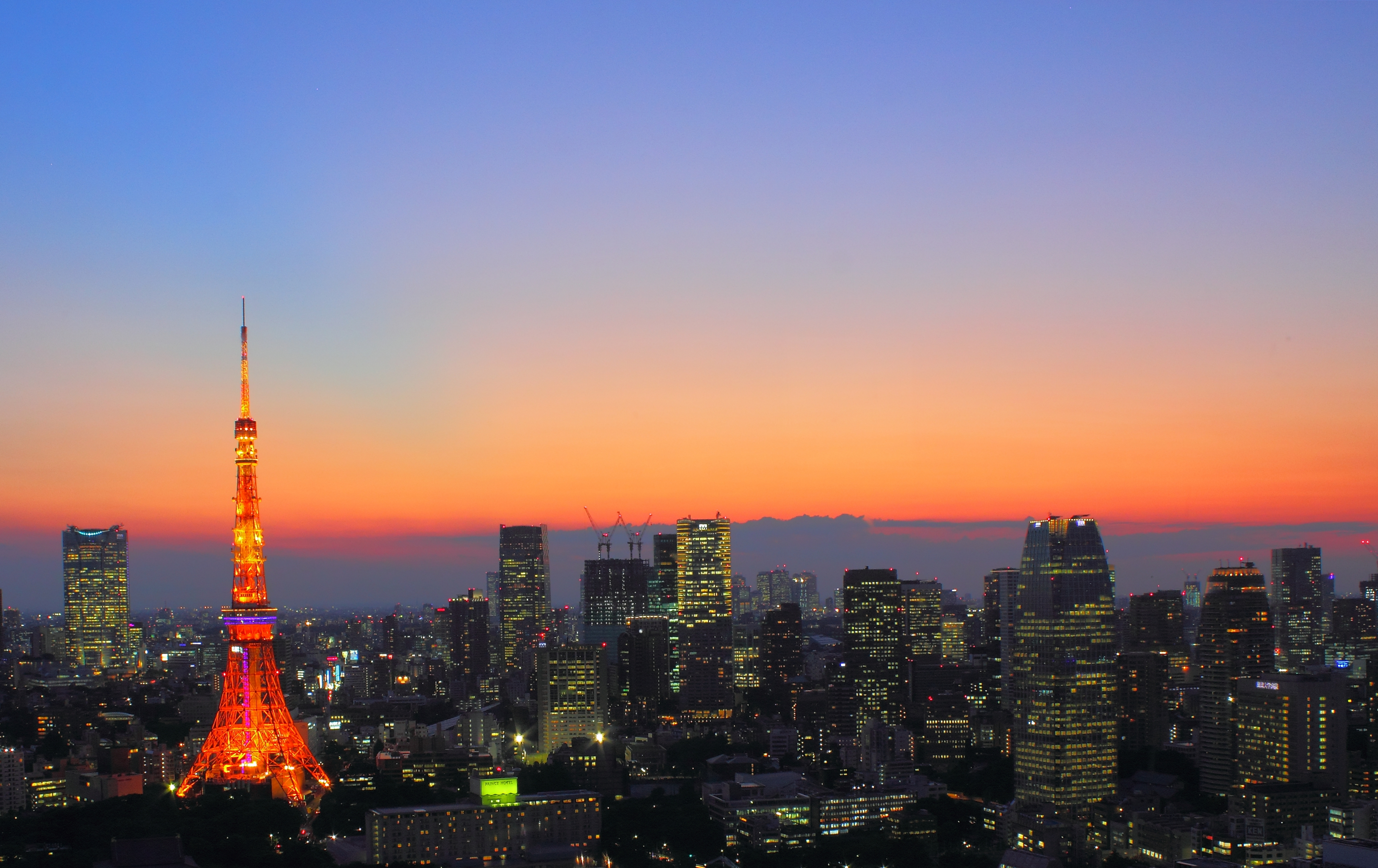

時間が遅くなると紺色の空となり夜景となる。